# Pika☆kika×人狼
pika☆kika×人狼は人狼ゲームを取り入れた演劇上演を行う日本の劇団。
公演毎に物語の筋書きは異なるが、登場人物が人狼ゲームを行うことになるもいう部分は共通している。
人狼ゲームの部分に関する台本はなく、全てはアドリブで進行する。ゲーム中の脱落者を決定する方法を観客の投票に委ねているため、どのように進みどのように終わるかは誰にも分からず、毎回変わるという点を特色としている。
観客投票型を人狼舞台に取り入れた最初の劇団であり、2016年の「人狼TLPT　ナンジャタウンSTAGE」で「客席が投票する新しい人狼！」という謳い文句があったが、それより早くナンジャタウンと同じナムコ系列のなぞともカフェで観客投票型の人狼イベントを開催している。